# Gerald Köhler (Theaterwissenschaftler)

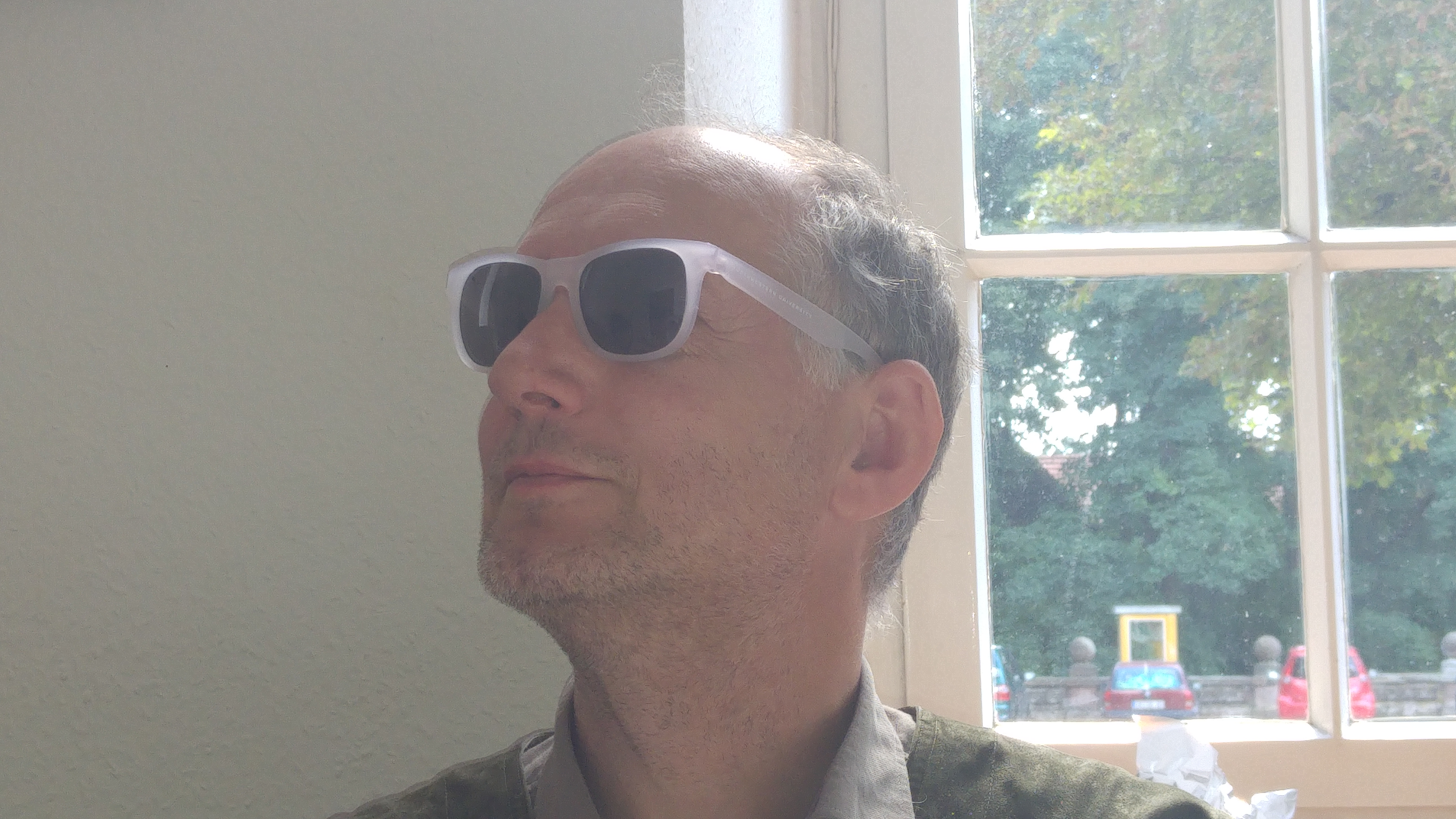
Gerald Köhler, vor 2016

Gerald Köhler (* 5. April 1959 in Wuppertal) ist ein deutscher Theaterwissenschaftler und wissenschaftlicher Mitarbeiter des Instituts für Medienkultur und Theater der Universität zu Köln sowie Kustos der Grafischen Sammlung der Theaterwissenschaftlichen Sammlung der Universität zu Köln. Bekannt wurde Köhler vor allem für seine Forschung über den Regisseur Gustav Rudolf Sellner.

## Leben
Nach seinem Abitur am humanistischen Gymnasium Adolfinum in Moers 1977 sowie einer Tätigkeit als Zeitsoldat begann Gerald Köhler im Oktober 1979 sein Studium an der Universität zu Köln. 1993 schloss er sein Studium mit der Magisterarbeit Gustav Rudolf Sellner und seine Zusammenarbeit mit Bildenden Künstlern ab. Seit 1993 ist er wissenschaftlicher Mitarbeiter an der Theaterwissenschaftlichen Sammlung der Universität zu Köln und dort Kustos der Graphischen Sammlung. Neben archivarischen Tätigkeiten gehört vor allem die kuratorische Vorbereitung und Unterstützung von Ausstellungen im In- und Ausland zu seinem Aufgabengebiet. Ebenfalls seit 1993 ist er an der Universität zu Köln in der Lehre tätig, dort promovierte er 1999 mit seiner Arbeit Das Instrumentale Theater des Gustav Rudolf Sellner (1999, erschienen 2002).
Im Sommersemester 2015 erreichte Köhler bei der Fachevaluation überdurchschnittliche Ergebnisse. Besonders sein herausragendes Engagement in der Lehre wurde sehr gut bewertet.
In der aktuellen Berichterstattung des Kölner Stadtanzeigers stellt Köhler Teile der Theaterwissenschaftlichen Sammlung vor.
Gerald Köhler ist verheiratet und hat einen Sohn und eine Tochter.

## Publikationen (Auswahl)
- Elmar Buck, Joachim Geil, Gerald Köhler (Hrsg.): Gustav Rudolf Sellner, Regisseur und Intendant, 1905–1990: Eine Ausstellung der Theaterwissenschaftlichen Sammlung der Universität zu Köln. Köln 1996.
- Gerald Köhler: ‚Alle warten auf das Licht‘ Zur elektrischen Beleuchtung auf der Theaterbühne. In: R. Spilker (Hrsg.): Unbedingt modern sein. Elektrizität und Zeitgeist um 1900. Rasch Universitätsverlag, Osnabrück 2001. ISBN 978-3-935326-54-4.
- Gerald Köhler: Das Instrumentale Theater des Gustav Rudolf Sellner. Teiresias Verlag, Köln 2002. ISBN 978-3-934305-40-3.
- Elmar Buck, Gerald Köhler, Torsten Schmidt (Hrsg.): Rudolf Schock & die Roelens : der Tenor und das Fräulein. Katalog zur Ausstellung der Theaterwissenschaftlichen Sammlung der Universität zu Köln, Schloss Wahn. Theaterwissenschaftliche Sammlung, Köln 2005.
- Gerald Köhler: „Das Bild war in ständiger Bewegung“ zu Kandinskys „Bilder einer Ausstellung“. In: Erik Stephan für die Städtischen Museen Jena (Hrsg.): Punkt und Linie zu Fläche. JenaKultur, Jena 2009, S. 149–178.
- Gerald Köhler: Menschensohn statt Gottessohn. Zur sakralisierten Bühne der Expressionisten. In: Verein August-Macke-Haus (Hrsg.): Christus an Rhein und Ruhr. Zur Wiederentdeckung des Sakralen in der Moderne, 1910–1930. Bonn 2009, S. 88–118.
- Gerald Köhler: Zum Raum wird hier der Schmerz. Das expressionistische Theater als Gesamtkunstwerk. In:  Claudia Dillmann, Ralf Beil (Hrsg.): Gesamtkunstwerk Expressionismus. Kunst, Film, Literatur, Theater, Tanz und Architektur 1905 bis 1925. Hatje Cantz Verlag, München 2010. ISBN 978-3-7757-2712-9.
- Gerald Köhler: „Böhmen. Eine wüste Gegend am Meer” / “Bohemia. A desert country near the sea” Topografische Unschärfe als Garant szenischer Qualität / Topographical blur as guarantee for scenic quality. In: Petra Hesse, Peter W. Marx (Hrsg.): A Party for Will! Eine Reise in das Shakespeare-Universum. Theater der Zeit, Berlin 2014. ISBN 978-3-943881-94-3.
- Gerald Köhler: „Mord rufen, und des Krieges Hund’ entfesseln“ / “Cry havoc and let slip the dogs of war” Der Typus des „ewigen Soldaten“ bei Shakespeare / The type of the “eternal soldier” within Shakespeare. In: Petra Hesse, Peter W. Marx (Hrsg.): A Party for Will! Eine Reise in das Shakespeare-Universum. Theater der Zeit, Berlin 2014. ISBN 978-3-943881-94-3.
- Gerald Köhler: Sowjetischer Theateroktober im Bühnenmodell. In: David Ludwig (Hrsg.): Das materielle Modell. Objektgeschichten aus der wissenschaftlichen Praxis. Fink, Paderborn 2014, S. 107–113.